# Jim Dine
Jim Dine (Cincinnati, Ohio, 16. lipnja, 1935.), je američki likovni umjetnik.

## Život i djelo
Jim Dine je, kao i Tom Wesselmann, pohađao Sveučilište u Cincinnatiju, te kasnije Sveučilište u Ohiju.
U likovnom svijetu New Yorka postao je zajedno s Claesom Oldemburgom, Allanom Kaprowom i Johnom Cageom poznat po svojim happeninzima - javnim multimedijskim likovnim događajima u kojima su promatrači bili izravno uključeni u stvaralački proces. Ti spontani, kabaretu srodni događaji su likovnu umjetnost slobodno povezivali s različitim medijima: pjesništvom, kazalištem, plesom i dr. Cilj je bio da gledatelj bude uključen, i da osjeti kreativnu energiju trenutka, što svakako valja povezati s ranijim htijenjima dadaizma i nadrealizma, što u ozračju stalno rastućeg otuđenja i posvemašnje automatizacije koja kao da je zarazila i ljude (pa čak i umjetnike, što se opaža u opusu Franka Stelle), svakako ne iznenađuje. Dineov zacijelo najpoznatiji performance nosio je naziv Nasmijani radnik i održan je u Judson Memorial Church Gallery 1960. Trajao je svega 30 sekundi.
Radilo se o parodiji na umjetnički proces apstraktnih ekspresionista, u kojem je Dine ispio kantu crvene tekućine koja je predstavljala boju. Tako je sam umjetnik postao aktivni subjekt i objekt koji stvara djelo, te istovremeno i njegov kompozicijski element. Slične, za happening od tada kanonske postulate, Dine je primijenio i u drugim svojim happeninzima, primjerice Automobilskoj nesreći iz iste 1960. godine.
Tijekom šezdesetih Dine se više okreće slikarstvu. Većina njegovih dijela su asemblaži koncipirani slično onim Wesselmannovim: na veliku oslikanu plohu obično je apliciran neki trodimenzionalni element (npr. dječja lampa na asemblažu Dječji plavi zid iz 1960.), koji razbija jasnu granicu između slike i promatrača, karakterističnu za klasična djela slikarstva.
Tijekom osamdesetih, nezadovoljan pop izrazom, Dime se tematski okreće prirodi.
16. svibnja 2008. u gradu Boras u Švedskoj postavljena je Dineova devet metara visoka brončana skulptura Pinokija. Dine je o tome rekao: „Ideja da cjepanica koja govori postane dječak svojevrsna je metafora umjetnosti, te konačna alkemijska transformacija.“
Na koncu, zanimljivo je napomenuti da je do istog zaključka devet godina prije Dinea, radeći na svojem ciklusu "Pinokijeva niska rezolucija", došao naš poznati slikar i sveučilišni profesor Zlatko Keser.